# Первомайское (посёлок, Москва)
Первомайское — посёлок в Троицком административном округе города Москвы в поселении Первомайское. Численность постоянного населения (2005) — 1410 человек. Посёлок расположен к северо-западу от административного центра поселения — посёлка Птичное. До 1 июля 2012 года входил в состав Наро-Фоминского района Московской области.

## Население
| 2002 | 2006  | 2010  |
| ---- | ----- | ----- |
| 1383 | ↗1410 | ↘1292 |

## История
Посёлок известен с XIV века как село Никольское. Оно упоминается в духовной грамоте князя Ивана Калиты 1339 года. В то время здесь находился Никольский монастырь с храмом Николая Чудотворца. В XVII веке селение перешло во владение окольничему Фёдору Ртищеву, при нём монастырь был упразднён. В 1709 году по инициативе его внука Василия в селе был построен каменный храм Сошествия Святого Духа, сохранившийся до наших дней. В 1928 году в бывшей усадьбе Ртищева состоялся Шестой съезд Коммунистической партии Китая. В 1920-х годах в селе был организован госплемзавод «Первомайский», который позднее дал посёлку нынешнее название. С 2015 года на средства Китайского культурного центра ведётся реконструкция усадьбы Ртищева.

## Галерея

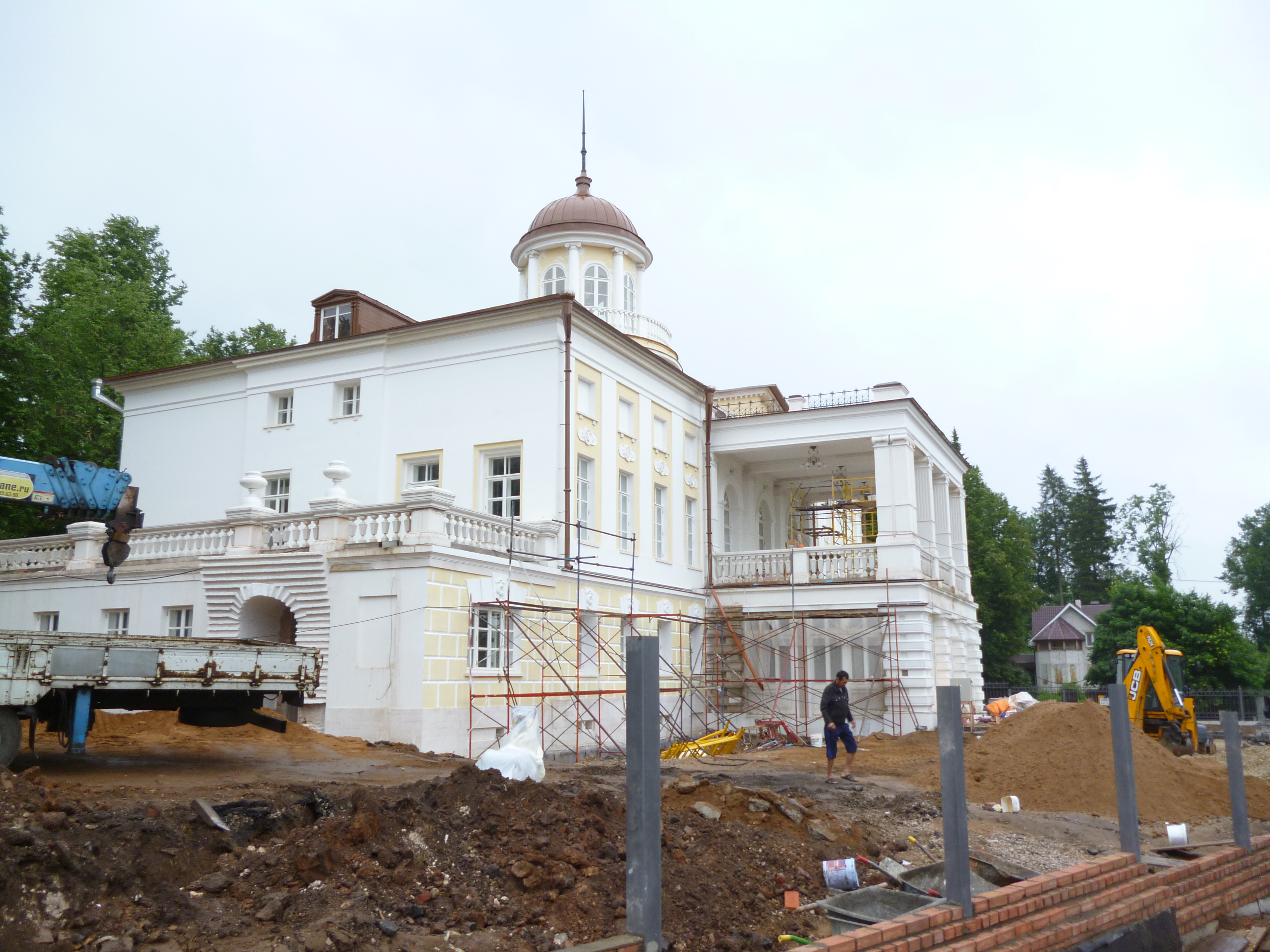
Усадьба
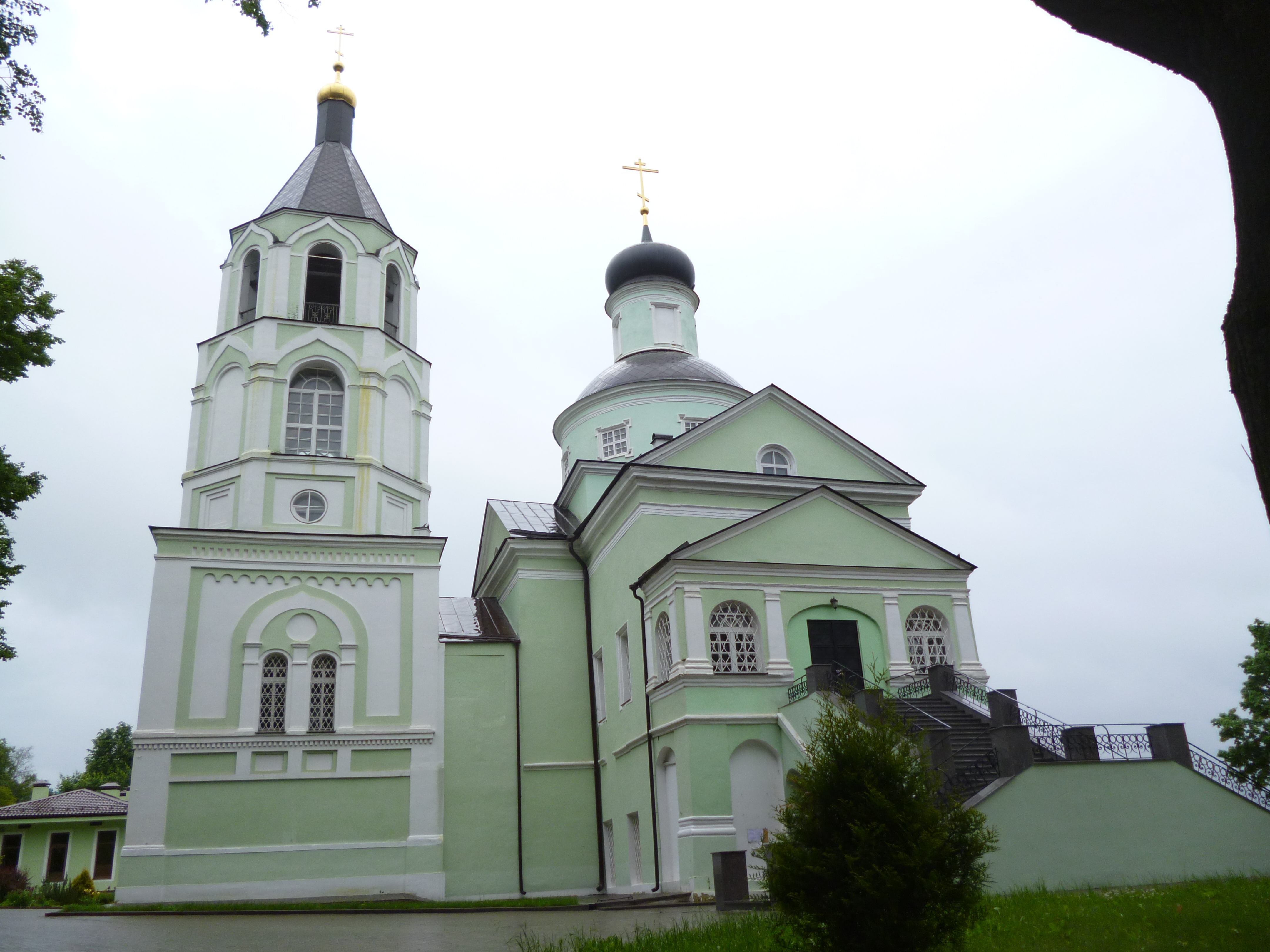
Храм Сошествия Святого Духа
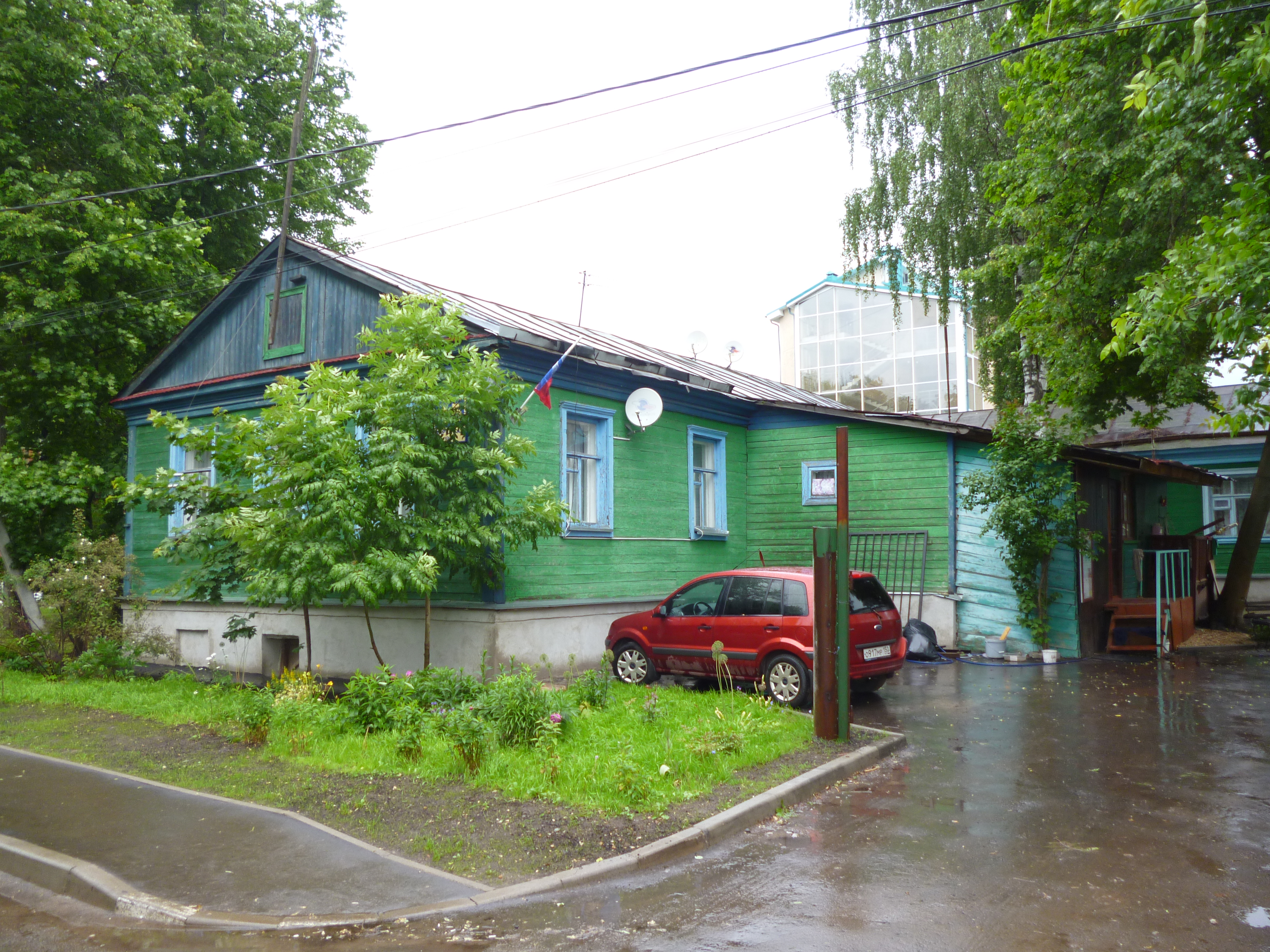
Один из домов посёлка